# キクセラ目
キックセラ目はキックセラ亜門に含まれる菌類のひとつである。特殊な姿のカビの一群を含む。単胞子性の分節胞子嚢を特殊な形の菌糸の柄の上に集中して形成する。

## 特徴
キックセラ目(Kickxellales)には、キックセラ(Kickxella)やブラシカビ(Coemansia)を代表として、それに類する菌類を集めたものである。キックセラ科にすべてをまとめるのが古典的な扱いだが、分割すべきとの声もある。いずれも特殊な姿をしたカビであり、一部のものは高等植物のような複雑な姿をしている。かつては接合菌門接合菌綱に所属させたが、現在では独立したキックセラ亜門に所属させる。
菌糸体はよく発達した菌糸からなる。菌糸は比較的一定の太さで、規則的に隔壁がある。隔壁の中央にはプラグ状の構造がある。
ほとんどは腐生菌で、土壌に生活するものや、糞から見いだされる。一部にキノコから出るものがあり(Martensella)、寄生菌と思われる。多くは通常の寒天培地でよく生育するが、成長は遅い。

## 無性生殖
無性生殖は、分生子状の胞子による。この胞子は出芽するようにして形成されるが、形成部位から新たに次の胞子が作られることはない。多くの属では胞子を出芽する細胞が独立して、紡錘形をしていることから、アオカビやコウジカビに見られる胞子形成細胞であるフィアライドに類似しており、偽フィアライド（シュードフィアライド）と呼ばれる。また、この偽フィアライドを、胞子形成菌糸の側枝にずらりと並べるものが多く、この側枝のことをスポロクラディアと呼ぶ。標準的なスポロクラディアは、まず柄があって、その先に円柱状の胞子形成部がある。その部分の片面に偽フィアライドが二列ないし三列に並び、胞子を出芽的に生じる。その部分だけを見ると、ブラシのような形になる。

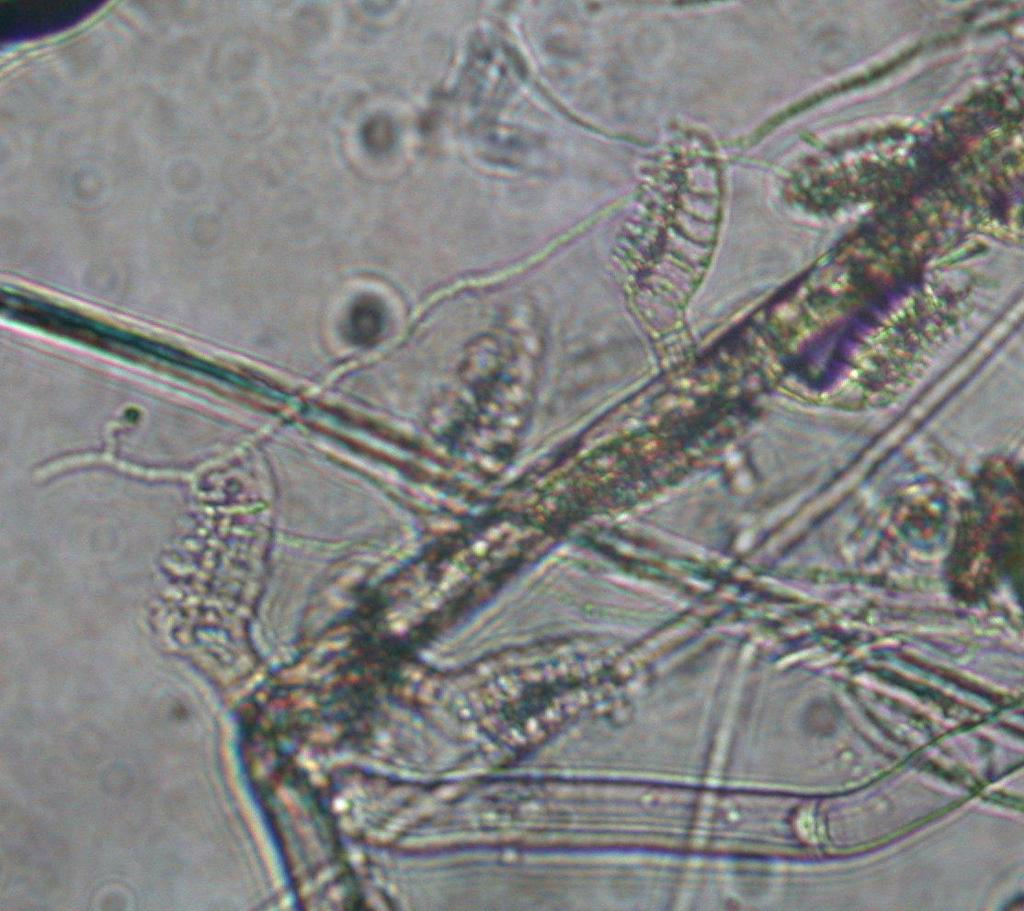
ブラシカビのスポロクラディア
胞子は脱落して、偽フィアライドが見える

この菌の胞子は、古くは分生子と言われたが、詳細な観察により、単胞子性の分節胞子嚢であると考えられるようになってきた。多くの場合、この類の胞子は、細長い形をしており、先端に透明な部分がある。発芽する時は側面から発芽管を生じる。

## 有性生殖
有性生殖が知られているものでは、通常の栄養菌糸が接合して、そこに接合胞子嚢が作られる形である。ケカビ類に見られるように、菌糸が膨らんで配偶子嚢となることは見られない。接合胞子のうは球形で、その壁は厚くならず、色もほぼ透明である。

## 研究史
この類でもっとも古くから知られたのはキックセラ、ブラシカビ、それにMartensella であり、いずれも19世紀後半に記載されている。これらはその性質が接合菌を思わせるのに、胞子形成や菌糸に隔壁を持つことが不完全菌類的であることから議論が多かった。ファンティガンはこれらを子嚢菌の分生子形成態とし、そのために学名に混乱を生じたこともある。しかしサクスターの残したコレクションを研究したLinderは接合胞子嚢の形成を確認し、そのためにこの類は接合菌であると認められた。彼はその無性生殖の構造をエダカビ科やハリサシカビモドキなどと結びつけて論じ、これら3属をまとめて、キクセラ科を独立の群と認めた(Linder(1943))。
その後、Linderinaと Martensiomyces の2属が記載され、さらにR. K. ベンジャミンが20世紀半ばにこの類を含む分節胞子形成性の接合菌の研究を始める。彼はこれらをこの科に含め、さらに新属 Spirodactylon、および既存の属の新種を記載した(Benjamin(1959))。
2000年頃より、日本の栗原祐子がこの分野の研究を開始し、さらにいくつかの属種を追加した。彼女はさらに多くの未発見のものが存在する可能性を示唆している。

## 分類
キクセラ目は、当初はケカビ目に含まれていたもので、1980年代以降には、独立目として扱われることが多くなった。ディマルガリス目のものとは胞子の形態等が似ているが、向こうは二個の胞子を含む分節胞子のうを形成する。また、同じく接合菌門のトリコミケス綱ハルペラ目の形成する無性胞子であるトリコスポアは、構造上この類の胞子と類似性があり、また菌糸体の形態にも似たところがあることから、この両者の間に類縁関係があるとの説が浮上した。
これらの関係は、分子系統のデータからも支持され、そのためにこれらをまとめたものがキックセラ亜門である。
キクセラ目のものは従来はすべてキクセラ科に所属させてきた。ベンジャミンが追加した属も、彼はこの科に所属させた。現時点で知られている属を、Kurihara(2002)に基づいて示す。その大部分は1種、あるいは2種を含むのみで、数種以上を含むのはブラシカビ属のみである。なお、彼女自身はこれを科レベルでなく、目のレベルで分割すべきと主張している。
- スポロクラディアの上に直接に胞子を生じるもの
  - Spiromyces
- スポロクラディアは単一の細胞で構成され、その一細胞上に1つずつ偽フィアライドを生じるもの
  - Ramicandelaber
- スポロクラディアは単一の細胞で、その上に複数の偽フィアライドを生じるもの
  - Linderina　リンデリナ属
  - Myconymphaea ミコニンファエア属
- スポロクラディアは複数細胞からなり、それぞれの細胞から複数の偽フィアライドを生じるもの
  - Spirodactylon：スピロダクティロン属
  - Kickxella：キックセラ属
  - Martensiomyces マルテンシオミケス
  - Dipsacomyces ディプサコミケス
  - Martensella マルテンセラ
  - Coemansia：ブラシカビ

Reynolds et al.(2023) によるとキクセラ目からRamicandelaberales と Spiromycetales が独立目として分離されている。